# Rue Salin
La rue Salin est une voie de la commune de Reims, située au sein du département de la Marne, en région Grand Est.

## Situation et accès
La rue Salin appartient administrativement au quartier centre-ville de Reims et permet de joindre la place Simone Veil et la rue Jacquin.

## Origine du nom
Elle fait référence au quarrel de Coursalin, coure qui fut citée en 1328, elle formait alors le vicus de coursalono, enclave qui dépendait de la juridiction du chapitre cathédrale. Lors du percement de la rue Rouillé en 1768, la rue prit alors le nom de rue Salin.

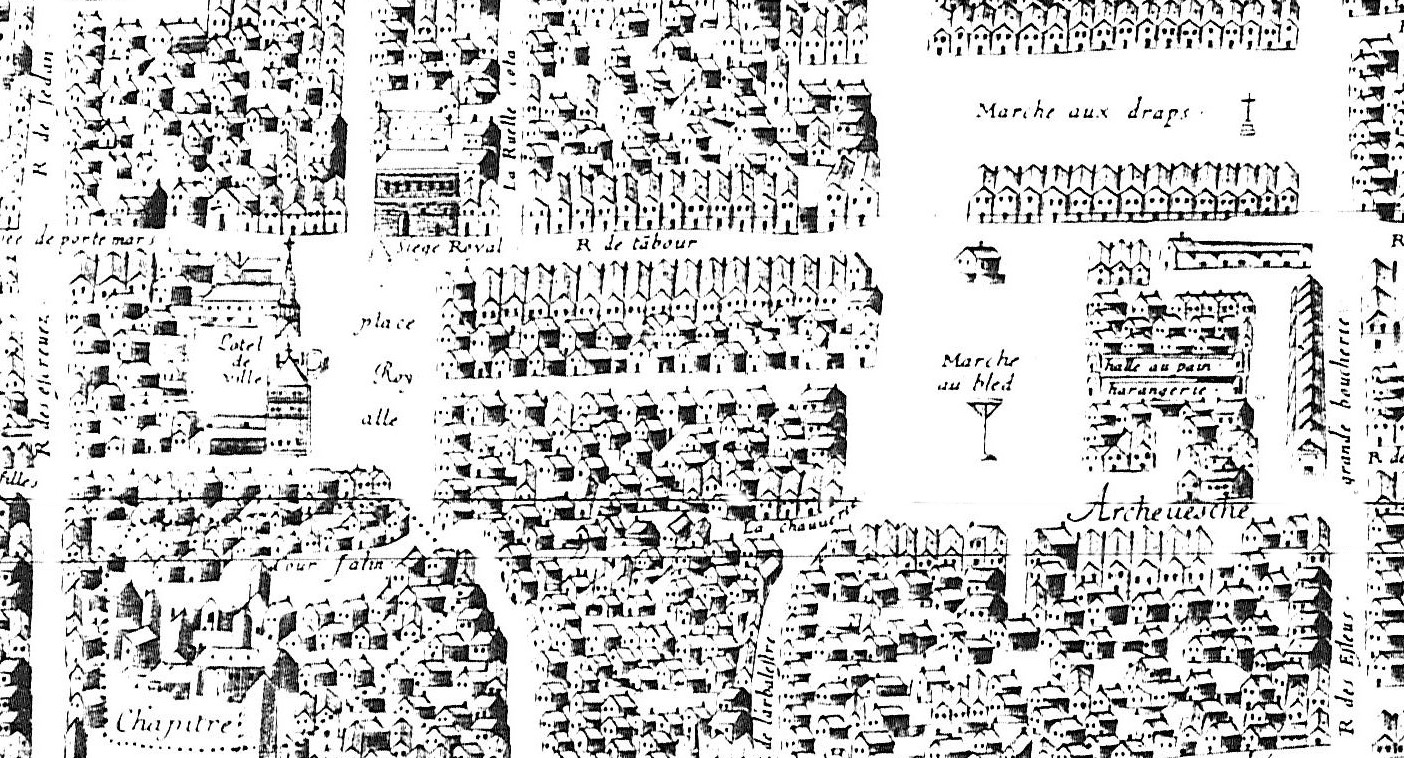
Cour Salin.

## Bâtiments remarquables et lieux de mémoire
- 5 : se situait l'hôtel Coquebert qui abrita la société des amis du vieux Reims.

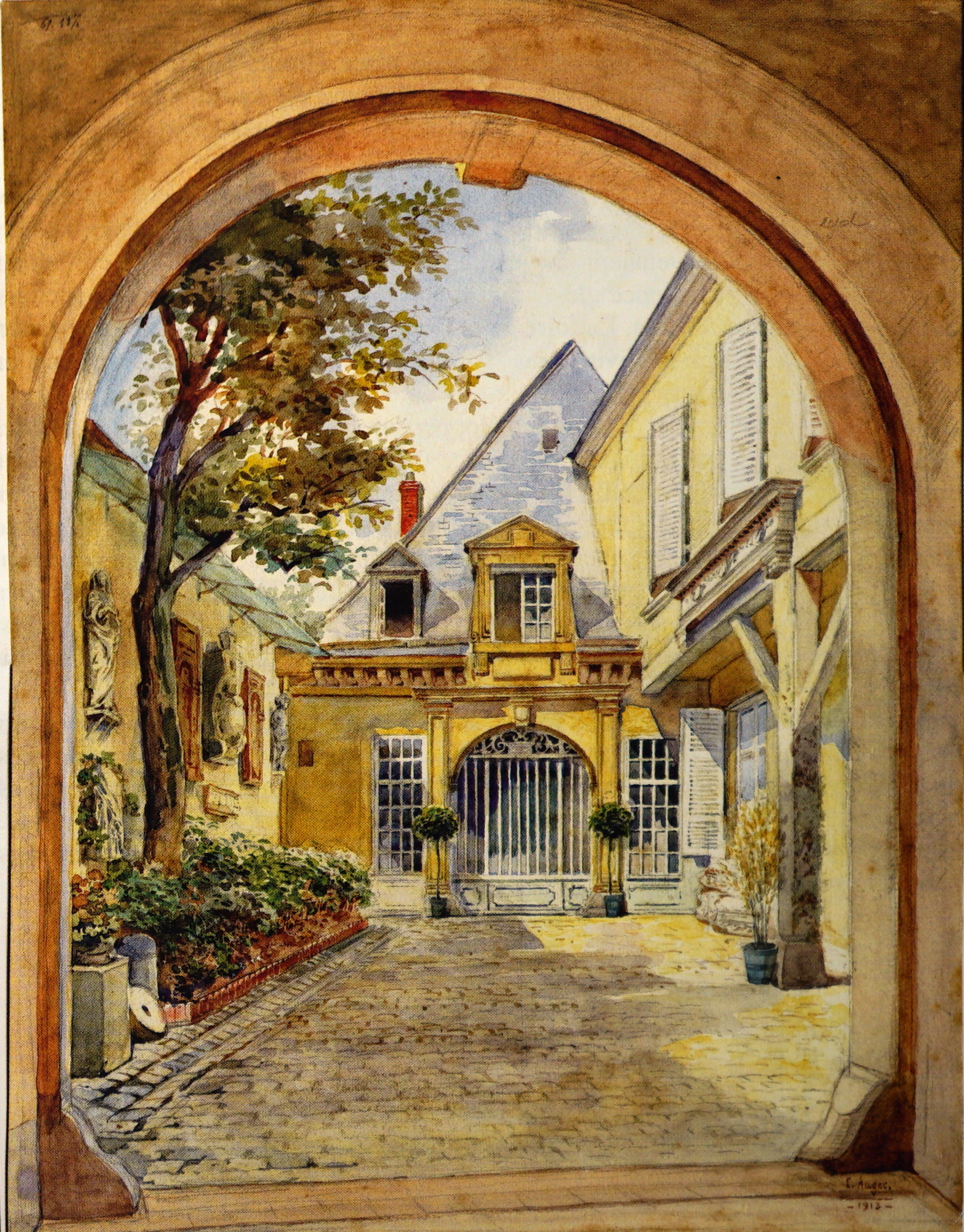
L'hôtel Coquebert par Eugène Auger,
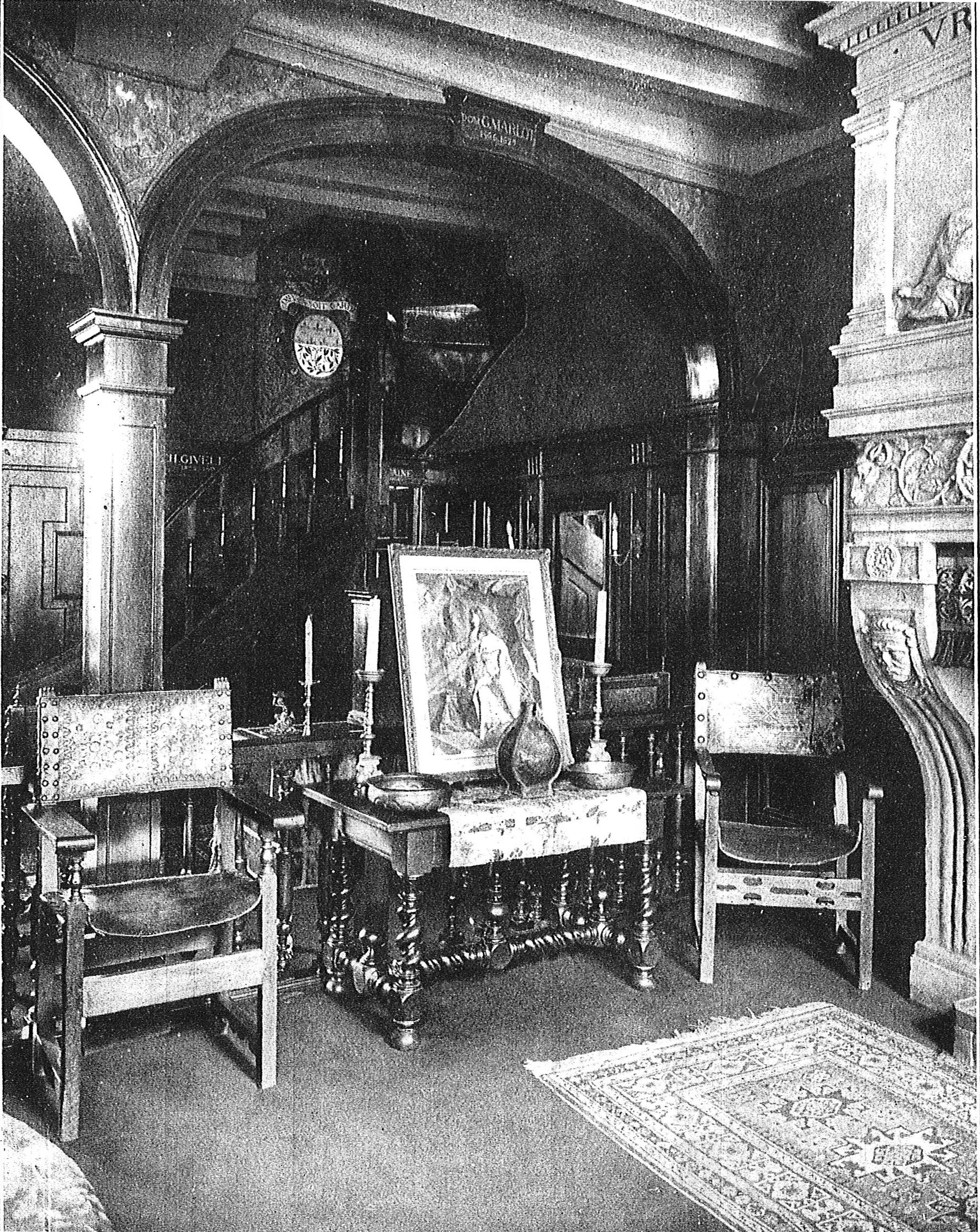
et son intérieur,
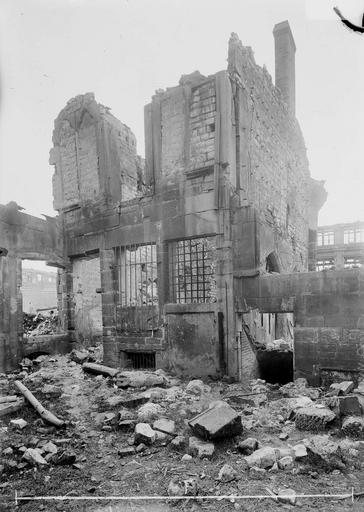
destructions de la Grande Guerre.